# Albin Turzański
Albin Turzański (ur. 1836, zm. 4 stycznia 1897 w Lubaczowie) – prawnik, sędzia, poseł na Sejm Krajowy Galicji.
Był c.k. Radcą, sędzią sądu w Lubaczowie, członkiem Rady Powiatowej. W latach 1877–1882 pełnił mandat posła na Sejm Krajowy IV kadencji z IV kurii z okręgu Lubaczów. Za zasługi odznaczony został orderem Franciszka Józefa. Pochowany na cmentarzu w Lubaczowie. Honorowy obywatel miasta Lubaczowa.